# 瞿林東
瞿林東（1937年12月4日—），安徽省肥东县人，中國歷史學家，北京师范大学资深教授，長期從事史学理论与史学史方面研究。

## 生平
瞿林東先后毕业于南京第一中学，北京师范大学历史系本科、硕士研究生。毕业后任教于内蒙古民族师范学院（今内蒙古民族大学），北京师范大学历史学院。

## 學術成果
瞿林東主要从事历史学的理论与中国史学史研究，出版《唐代史学论稿》《中国古代史学批评纵横》《中国史学史纲》《中国史学的理论遗产》《史学在社会中的位置》《20世纪二十四史研究丛书》等专著、论集；主编《历史文化认同与中国统一多民族国家》（五卷本）、《中华大典·历史典·史学理论与史学史分典》（三卷本）、《中国古代历史理论》（三卷本）等大型著作。